# Campeonato de Primera División 1925 (Venezuela)
El Campeonato de Primera División 1925 fue el V Torneo de Primera División amateur de Venezuela.
Loyola Sport Club inscribió su nombre en la lista de campeones y Venzóleo quedó en el segundo lugar. El torneo de 1925 fue el último de la era aficionada. Desde 1926, y ya con la creación de la Federación Nacional de Fútbol, el torneo contó con una organización oficial.
Fueron parte del equipo campeón:
1. Manuel Guadalajara
2. Roberto Pérez
3. Leopoldo Márquez
4. Gustavo Ponte
5. Gerardo Sansón
6. Carlos Parisca
7. Luis Reyna
8. Martín Stolk
9. José Gabriel Lugo
10. Carlos Reyna
11. Santiago Pérez
12. Olaechea (peruano)
13. Roberto Todd

Por otra parte el estadio San Agustín se estrenó el 29 de julio con el empate 2-2 entre Unión SC y Centro Atlético SC. Este fue el terreno de juego más utilizado desde finales de los 20's, toda la década de los 30's y principios de los 40's, hasta que se fundó el Estadio Nacional de El Paraíso, hoy conocido como Estadio Nacional Brígido Iriarte. 
Además dos nuevos equipos fueron fundados para esta edición: Unión Sport Club fue fundado el 15 de junio; su presidente fue Julio García Cortez "Piquillo" y Luis Guillermo Blank era uno de sus directivos. Dos Caminos Sport Club, el 5 de diciembre, con la siguiente directiva: Julio Bustamente (presidente), Pedro César Moros (vicepresidente), Daniel Uzcátegui (secretario), José Gandica (tesorero), Alfonso Lara, Antonio Eliseo Jaime (vocales), D.A. Colmenares (inspector de campo). 
Loyola Sport Club

Campeón
1.er título